# Цейц, Сергей Сергеевич
Серге́й Серге́евич Цейц (1 февраля 1918 года, Москва, СССР — 1 октября 1994 года, там же, Россия) — советский и российский актёр театра и кино, народный артист РСФСР (1973).

## Биография
Родился 19 января (1 февраля) 1918 года в Москве, крещён в церкви при при Иверской общине сестёр милосердия на Большой Полянке «в память преподобного Сергия Радонежского».
Актёрское образование получил в студии под руководством Ю. А. Завадского и в театральном училище при Малом театре. В 1943 году принят в труппу театра имени Моссовета.
В кинематографе известен как мастер эпизодических ролей, создал яркие образы. Также принимал участие в дубляже зарубежных фильмов и озвучивании мультипликационных лент. Наиболее известна его работа над серией мультфильмов «Приключения Мюнхгаузена».
Сергей Сергеевич Цейц скончался 1 октября 1994 года в Москве на 77-м году жизни. Похоронен на 4-м участке Ваганьковского кладбища.

## Семья
Из семьи обрусевших немцев. Состоял в родстве с семьёй Гунстов, некоторое время проживал с семьёй в доме А. О. Гунста в Староконюшенном переулке.
Прапрадед, Фридрих Бернхард Цейц (1786-1860), и прадед Иоганн Готфрид Цейц (1814-1903), балтийские немцы из Либавы, были музыкантами.
Дед, Готлиб-Эмиль Фёдорович Цейц (1847-1914), московский купец 2-й гильдии, совладелец фирмы по производству корсетов. Женат на Елене Антоновне Эльгас, черноморской немке из Одессы.
Отец, Сергей-Фридрих Готлибович (Богданович) Цейц (род. 1887), прошел срочную службу в Троицко-Сергиевском резервном батальоне, в октябре 1909 года зачислен в запас в звании прапорщика. С началом Первой мировой войны он был призван в Фанагорийский гренадерский полк, контужен 14 августа 1914 года в бою под Замостьем и эвакуирован в московскую лечебницу Шимана, награждён Орденом Св. Станислава с мечами и бантом «за отличия в делах против неприятеля» (ВП 28.04.1915). 1 (14) июля 1916 года в Москве женился на домашней учительнице из крестьян деревни Торбеево Московской губернии Анастасии Александровне Комаровой (род. 1896). При советской власти работал инженером, был репрессирован в 1940 г., реабилитирован в 1955 г.
Был трижды женат.
Вторая жена: Поставничева Нина Константиновна (22 июля 1919 года — 27 июля 2003 года), певица. Заслуженная артистка РСФСР.
Сын: Цейц Александр Сергеевич (15 сентября 1940 года — 3 июля 2014).
Внук: Цейц Михаил Александрович, род. 1966 г.
Третья жена: Ельшевская (урождённая Макарова) Ирина Андреевна (11 января 1924 года — 5 сентября 2013 года), в 1948 году окончила Театральное училище им. Б. В. Щукина, с 1962 года работала в молодёжной редакции Всесоюзного радио, а с момента образования и вплоть до выхода на пенсию в 1981 году работала главным режиссёром радиостанции «Юность».

## Фильмография

### Роли в кино
- 1958 — Человек с планеты Земля — персонаж Жюля Верна
- 1960 — Весенние грозы — парикмахер
- 1965 — Наш дом — пьянчужка в пивной
- 1966 — 100% (Фитиль № 49) — Сергей Сергеевич, начальник
- 1969 — Адъютант его превосходительства — Бинский, белый киевский подпольщик
- 1971 — Вся королевская рать — Байрам Уайт, ревизор штата
- 1980 — Жиголо и Жиголетта — зритель
- 1982 — Берегите мужчин! — коллекционер оружия
- 1985 — Дороги Анны Фирлинг — эпизод
- 1987 — Импровизация на тему биографии — технолог
- 1993 — Территория — Сергей Сергеевич (фильм № 2 «Кто убийца?»)

### Фильмы-спектакли
- 1969 — Конец «Чёрных рыцарей» — Фриссон, инспектор полиции
- 1969 — Улица Ангела — Гоус
- 1971 — Френсис Дрейк — лорд-канцлер
- 1976 — Как важно быть серьёзным — каноник Чезюбл, доктор богословия
- 1976 — Ну, публика! — Порфирий, коллежский асессор
- 1978 — Миллион за улыбку — Евгений Михайлович Бабкин
- 1984 — Пчёлка — Нур, мудрец
- 1988 — Зимняя сказка — старый пастух
- 1988 — Кругосветное путешествие Бертольда Брехта — отец Брехта

### Дубляж
- 1947 — Антуан и Антуанетта (Франция) — Ролан, роль Ноэля Роквера
- 1955 — Встретимся на стадионе  — Алиев, роль Наби Рахимова
- 1956 — Авиценна — посол, роль Гуллука Ходжаева
- 1958 — Сотворение мира (Франция — ЧССР, мультипликационный, по рисункам Жана Эффеля) — Бог
- 1959 — В джазе только девушки — Осгуд Филдинг III, роль Джо Е. Брауна[англ.]
- 1959 — Командир отряда — Гарвана
- 1962 — Парижские тайны — Пипле, роль Ноэля Роквера (в советском дубляже)
- 1964 — Звезда Улугбека —  повар (играет Рахим Пирмухамедов)
- 1965 — Воздушные приключения (Великобритания) — лорд Ронслей, роль Роберта Морли
- 1966 — Нагая пастушка (ЧССР) — пан Пацинек
- 1969 — Встреча у старой мечети — дубляж

### Озвучивание мультфильмов
- 1960 — Человечка нарисовал я — Птица
- 1960 — Королевские зайцы — Король
- 1960 — Золотое пёрышко — горожане
- 1961 — Незнайка учится — Гусля / Знайка
- 1963 — Дочь солнца
- 1963 — Африканская сказка — читает текст
- 1963 — Баранкин, будь человеком! — воробей
- 1963 — Беги, ручеёк — дятел
- 1963 — Как котёнку построили дом — воробей
- 1963 — Светлячок № 4. Наш карандаш — Карандаш
- 1963 — Сказка о старом кедре — Генерал-Огонь
- 1963 — Свинья-копилка — игрушечный строитель / клоун
- 1963 — Тараканище — Тараканище
- 1963 — Шутки — читает от автора текст
- 1964 — Дядя Стёпа — милиционер — сотрудник ОРУДа / хулиган / горожане
- 1964 — Храбрый портняжка — Художник
- 1965— Приключения запятой и точки — худая Клякса / Клякса в форме слезинки
- 1966 — Хвосты — Ёж
- 1967 — Эврика! (Фитиль № 64) — профессор
- 1968 — Случилось это зимой — Дядя Федя
- 1970 — Паучок Ананси — Питон
- 1972 — Пьяные вишни — петух
- 1973 — Приключения Мюнхаузена. Между крокодилом и львом — барон Мюнхгаузен
- 1973 — Приключения Мюнхаузена. Меткий выстрел — барон Мюнхгаузен
- 1974 — Приключения Мюнхаузена. Павлин — барон Мюнхгаузен
- 1974 — Приключения Мюнхаузена. Чудесный остров — барон Мюнхгаузен
- 1974 — Волшебник Изумрудного города — Урфин Джюс (отдельные серии)
- 1974 — С бору по сосенке — тренер Сучок / тренер команды «Дружба»
- 1976 — Стойкий оловянный солдатик — чёрт из табакерки / крыса
- 1978 — Кто ж такие птички? — Барашек
- 1978 — Сказка о потерянном времени — Василий Порфирьевич, главный злой волшебник
- 1980 — Волшебная серна — охотник
- 1983 — Неудачники — бульдог / голос по радио
- 1985 — Дело без дела (Фитиль № 279) — учитель
- 1987 — Через тернии к звёздам (Фитиль № 295) — инопланетянин со смежной галактики Альфа Центавра
- 1991 — Маленькая колдунья — возчик пива

## Аудиопостановки
- 1957 — «Собака Баскервилей» (радиоспектакль) — доктор Мортимер
- 1962 — «Приключения Чиполлино» (грампластинка) — Герцог Мандарин / Горошек / Адвокат (композиция З. Потаповой и С. Богомазова, музыка Н. Пейко. Всесоюзная фирма грамзаписи «Мелодия»)
- 1964 — «Кот в сапогах» (музыкальная сказка фирмы «Мелодия») — король Бубей 2-й
- 1964—1973 — «КОАПП» (цикл радиоспектаклей) — Гепард, Рак, Человек
- 1977 — Дядя Фёдор, пёс и кот — почтальон Печкин
- 1978 — «Невероятные приключения Буратино и его друзей» (аудиоспектакль) — Ведущий
- 1978 — «Большая докторская сказка» (аудиоспектакль) — Начальник полиции
- 1978 — «Эликсир Купрума Эса» (аудиоспектакль в 4-х частях по книге Юрия Сотника) — «Купрум Эс» (Куприян Семёнович Дрогин)
- 1978 — «Улица оружейников» (аудиоспектакль в 3-х частях по книге Камила Икрамова) — дядя Юсуп